# Vertus
Vertus település Franciaországban, Marne megyében. Lakosainak száma 2337 fő (2018. január 1.). Vertus Gionges, Bergères-lès-Vertus, Étréchy, Soulières, Givry-lès-Loisy, Loisy-en-Brie, Montmort-Lucy, Chaltrait, Villers-aux-Bois, Le Mesnil-sur-Oger, Villeneuve-Renneville-Chevigny, Voipreux és Trécon községekkel határos. A településen született Eustache Deschamps francia költő 1346 körül.

## Népesség
A település népessége az elmúlt években az alábbi módon változott:
| Lakosok száma | 2444 | 2372 | 3506 | 2339 | 2337 |
|               | 2013 | 2015 | 2016 | 2017 | 2018 |